# PGC 83717
PGC 83717 est une galaxie lenticulaire située dans la constellation de la Chevelure de Bérénice. Sa vitesse par rapport au fond diffus cosmologique est de 6 946 ± 19 km/s, ce qui correspond à une distance de Hubble de 102,5 ± 7,2 Mpc (∼334 millions d'al). PGC 83717 a été découvert par l'astronome prussien Heinrich Louis d'Arrest en 1865.
En raison d'une brillance de surface égale à 11,95 mag/am2, on peut qualifier PGC 83717 de galaxie présentant une brillance de surface élevée.

## Identification de la paire de galaxies
Il existe au moins quatre versions au sujet de NGC 4581 qui placent la galaxie PGC 44439 au nord et PGC 83717 au sud de la paire de galaxies : Wolfgang Steinicke», le professeur Seligman et la base de données Simbad. Pour la base de données NASA/IPAC, c'est l'inverse. En effet, selon NASA/IPAC la déclinaison de PGC 83717 est 28° 09′ 08″ et celle de PGC 44439 est 28° 08′ 56″.
Mais ce n'est pas la seule différence entre ces sources. Pour le professeur Seligman, l'objet observé par d'Arrest est constitué des deux galaxies. Pour les bases de données NASA/IPAC et HyperLeda et Wolfgang Steinicke», il s'agit de la galaxie PGC 44439. La base de données Simbad identifie NGC 4851 à PGC 83717 et c'est la seule source à indentifier la galaxie au nord  (PGC 44439) à IC 839
Mentionnons aussi que les dimensions données par Wolfgang Steinicke semblent inversées, car selon ce qui est indiqué c'est la galaxie au nord qui est la plus grosse.
Les données de l'encadré à droite sont ceux de la galaxie PGC 83717 que l'on supposera être la galaxie australe de la paire. Les données de PGC 83717 montrent que cette galaxie est à environ 50 millions d'années-lumière plus loin que PGC 44439 (NGC 4851). Ces deux galaxies sont donc probablement une paire purement optique, dont la superposition sur la sphère céleste est due à un alignement fortuit.